# Escobar de Campos
Escobar de Campos è un comune spagnolo di 79 abitanti situato nella comunità autonoma di Castiglia e León.